# Vall d'Horta
La vall d'Horta és una vall situada al vessant nord-est del massís de Sant Llorenç del Munt. Es troba al municipi de Sant Llorenç Savall, al Vallès Occidental. Té una àrea aproximada d'unes 887 hectàrees i el límit perimetral fa uns 14,8 km. Hi discorre el torrent de la Vall d'Horta, tributari del riu Ripoll, que és afluent del Besòs.
És dins del límit del Parc Natural de Sant Llorenç del Munt i l'Obac, creat el 1972. Des del 2000 també forma part de l'Inventari d'espais d'interès geològic de Catalunya (IEIGC) inventariat com espai d'interès geològic en el conjunt de la geozona Sant Llorenç del Munt i l'Obac, la qual forma part del parc natural majoritàriament.

## Geografia
La vall d'Horta és al sector occidental del terme municipal de Sant Llorenç Savall i es tracta d'una de les valls més grans i amples del municipi. Discorre de sud-est a nord-oest, pràcticament en paral·lel a la carena del Pagès, la qual uneix els cims de la Mola i del Montcau. Té una longitud d'uns 4,5 km i una amplada màxima d'uns 3,5 km. El tàlveg, o fons de vall, té una alçada que va des dels 450 m als 550 m aproximadament i les carenes que envolten la vall tenen alçades molt diverses des dels 500 m aproximadament als 1.056 m del cim del Montcau, un dels límits careners de la vall.

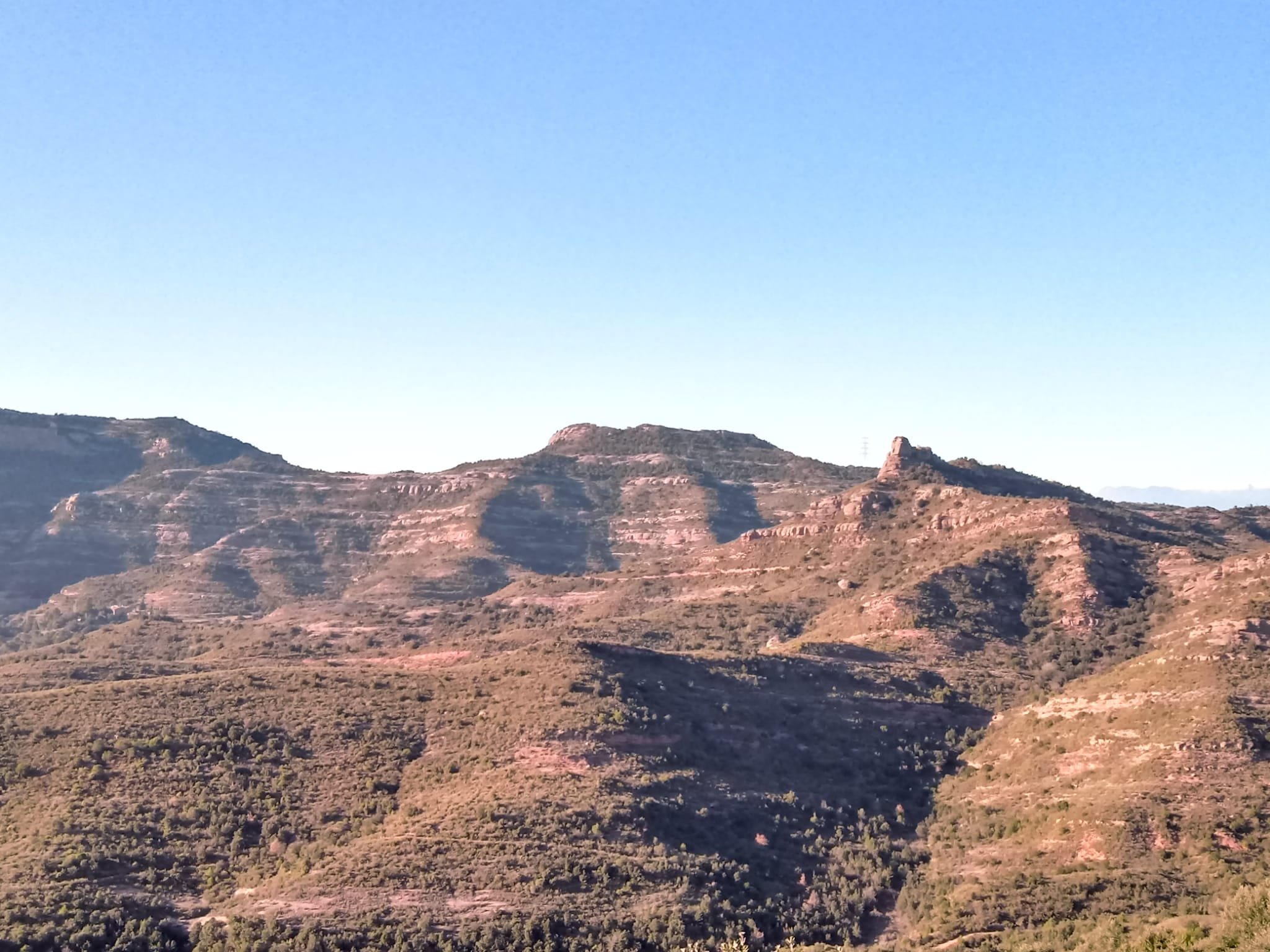
Roca Sareny (804,4 m) i el castell de Pera (740,6 m), a la dreta, des del contrafort sud-oest de Baiarols (uns 670 m).

El límit carener està format per diverses serres i carenes que van perdent altitud en direcció sud-est fins a arribar al punt de sortida de totes les aigües de la vall, a una alçada d'uns 430 m i situat a la confluència del torrent de la vall d'Horta amb el riu Ripoll. Des d'aquest lloc i en sentit nord hi ha la carena de Ricó, que tanca la vall pel cantó est fins a arribar al Puig Cornador (586,5 m) al cap d'1,5 km. Des d'aquí el límit carener gira cap al nord-oest fins a arribar al turó de Baiarols (696,1 m) després de gairebé 1 km.
La carena continua primer en sentit nord, passant pel coll de la Muntada (611,8 m), i després cap al nord-oest, passant pel coll del Castell (654 m), i 1,7 km més tard arriba al turó on hi ha el castell de Pera (740,6 m). El límit nord-oriental el tanca la serra del castell de Pera, la qual, després de passar per dos colls més, el coll d'Agramunt (673,5 m) i el coll de la Costa (682,5 m), arriba al turó de Roca Sareny (804,4 m) al cap d'1,7 km.

## Història
Tot i no tenir-se clar des de quan va començar a haver-hi presència humana a la vall d'Horta, les troballes d'algunes eines lítiques treballades al massís de Sant Llorenç del Munt, i concretament una peça trobada a la vall d'Horta, permeten afirmar-hi la presència d'éssers humans almenys des de l'època del Paleolític.